# I Quadriennale nazionale d'arte di Roma
La Prima Quadriennale d'Arte Nazionale fu organizzata a Roma presso il Palazzo delle Esposizioni dal 5 gennaio al 15 agosto 1931.
Fu allestita da Pietro Aschieri ed Enrico Del Debbio, con circa 500 espositori. L'organizzazione fu affidata a Cipriano Efisio Oppo che, oltre ad essere pittore e critico d'arte, era deputato in Parlamento e rivestiva incarichi pubblici di spicco. Sotto la sua guida si organizzarono le prime quattro edizioni, dal 1931 al 1943.
Il regolamento prevedeva una commissione per selezionare gli artisti e per assegnare delle sale per esposizioni personali: per la prima edizione questa era formata da Oppo, Carlo Carrà, Arturo Dazzi, Margherita Sarfatti, Ardengo Soffici, oltre che dal presidente Enrico San Martino Valperga. 

Dieci sale furono dedicate ad artisti viventi: Amerigo Bartoli, Felice Carena, Carlo Carrà, Felice Casorati, Ferruccio Ferrazzi, Romano Romanelli, Mario Sironi, Carlo Socrate, Ardengo Soffici, Arturo Tosi. Due ad Armando Spadini e Medardo Rosso, scomparsi rispettivamente nel 1925 e nel 1928. 
Agli accademici d’Italia Giulio Aristide Sartorio, Adolfo Wildt, Antonio Mancini e Pietro Canonica furono assegnate due grandi sale.
Di 1562 opere di pittura, 306 di scultura, 121 di bianco e nero fu accettato solo il 21%. L’esclusione di Giorgio de Chirico suscitò polemiche.
I gruppi di artisti vennero esclusi, fatta un'unica eccezione per il movimento dei futuristi. Rivolgendosi direttamente a Mussolini, Filippo Tommaso Marinetti riuscì a ottenere una deroga e ai futuristi fu dedicata una sala con opere di Balla, Benedetto, Depero, Dottori, Fillia, Munari, Prampolini, Tato, Thayaht. Erano presenti anche gli schieramenti locali: i toscani Viani, Marini, De Grada, Colacicchi, Conti. I bolognesi: Morandi, Bertocchi. I torinesi: Menzio, Galante, Levi, Paulucci. E gli italiani di Parigi: Magnelli, Tozzi, Gino Severini, Giovanni De Martino, Filippo de Pisis, Massimo Campigli.

## Organi
- Presidente: Enrico San Martino Valperga
- Segretario generale: Cipriano Efisio Oppo
- Comitato organizzatore: Presidente, Segretario generale, Antonio Muñoz (Direttore capo della Ripartizione Antichità e Belle Arti del Governatorato), Orazio Amato, Antonio Barrera, Mazzini Beduschi, Nino Bertoletti, Duilio Cambellotti, Carlo Carrà, Arturo Dazzi, Enrico Del Debbio, Giovanni Guerrini, Ermenegildo Luppi, Napoleone Martinuzzi, Carlo Montani, Margherita Sarfatti, Ardengo Soffici. Del Comitato organizzatore era stato chiamato a far parte anche Amleto Cataldi, poi deceduto.
- Giunta esecutiva: presidente, segretario generale, Antonio Muñoz, Carlo Carrà, Arturo Dazzi, Margherita Sarfatti, Ardengo Soffici. Felice Carena fu sostituito per malattia da Carlo Socrate.

## Giuria
- Giuria nominata dal Comitato: Felice Carena, Arturo Dazzi, Ferruccio Ferrazzi, Giorgio Morandi, Adolfo Wildt.
- Giuria eletta dagli artisti: Nino Bertoletti, Aldo Carpi, Umberto Coromaldi, Michele Guerrisi, Napoleone Martinuzzi.
- Giuria per l’assegnazione dei premi: Benito Mussolini, Presidente; Enrico di San Martino Valperga, Francesco Boncompagni Ludovisi, governatore di Roma, Antonio Muñoz, Vicepresidenti; Amerigo Bartoli, Roberto Longhi, Ugo Ojetti, Cipriano Efisio Oppo e Adolfo Wildt, membri.

## Artisti

### Invitati
| Carena Felice     | Carpi Aldo         | Carrà Carlo     | Casorati Felice | Ceracchini Gisberto | Dazzi Arturo    |
| De Pisis Filippo  | Ferrazzi Ferruccio | Innocenti Bruno | Marini Marino   | Martini Arturo      | Morandi Giorgio |
| Prampolini Enrico | Ruggeri Quirino    | Semeghini Pio   | Socrate Carlo   | Soffici Ardengo     | Tosi Arturo     |

### Partecipanti
| A                        |                            |                                       |                                             |                                  |                          |                               |
| Angelo Ablondi           | Francesco Adragna          | Ermenegildo Agazzi                    | Orazio Amato                                | Amighetto Amighetti              | Alfonso Amorelli         | Alberto Andrullo              |
| Pietro Angelini          | Filippo Anivitti           | Francesco Arata                       | Giuseppe Ardinghi                           | Riccardo Assanti                 |                          |                               |
| B                        |                            |                                       |                                             |                                  |                          |                               |
| Bacchelli Mario          | Bacci Baccio Maria         | Baglioni Umberto                      | Balla Giacomo                               | Bandinelli Aldo                  | Barabino Armando         | Baracchi Augusto              |
| Baratta Paolo            | Barbaro Anna               | Barbieri Contardo                     | Barillà Pietro                              | Barrera Antonio                  | Bartolena Giovanni       | Bartoli Natinguerra Amerigo   |
| Bartolini Luigi          | Bartolini Ugo Vittore      | Basorini Pierangelo                   | Bassano Luigi                               | Bausi Dino                       | Bazzaro Leonardo         | Beltrame Alfredo              |
| Bencini Carpanetti Livia | Bergonzoni Aldo            | Bernardi Ridolfo                      | Bernardi Romolo                             | Bernasconi Ugo                   | Berti Antonio            | Bertocchi Nino                |
| Bertolino Tommaso        | Berzoini Lino              | Betti Dario                           | Bevilacqua Alberto                          | Bevilacqua Paolo                 | Biagini Wanda            | Bianchini Alfredo             |
| Bianco Pieretto          | Biasi Giuseppe             | Biazzi Sandro                         | Bignozzi Tarquinio                          | Bocchi Amedeo                    | Bocchini Ettore          | Boglione Marcello             |
| Boldrin Paolo            | Bonacina Carlo             | Bonfantini Sergio                     | Bonfiglio Antonio                           | Bonichi Gino [Scipione]          | Bordoni Enrico           | Borra Pompeo                  |
| Bortolotti Timo          | Bossi Aurelio              | Bracchi Luigi                         | Brancaccio Giovanni                         | Breveglieri Cesare               | Brigoni Giuseppe         | Broglio Dante                 |
| Brunelleschi Umberto     | Bruni Gaetano Augusto      | Buonapace Francesco                   | Buzzacchi Quilici Emma (Mimì)               |                                  |                          |                               |
| C                        |                            |                                       |                                             |                                  |                          |                               |
| Cabras Cesare            | Cadorin Guido              | Caetani Gelasio                       | Caligiani Alberto                           |                                  |                          |                               |
| Calori Guido             | Calvi Di Bergolo Gregorio  | Camarda Francesco                     | Campigli Massimo                            | Cancelli Ciro                    | Canegrati Amerigo        | Canonica Pietro               |
| Cantoni Cesare           | Capocchini Ugo             | Cappa Marinetti Benedetta [Benedetta] | Carbonati Antonio                           | Carena Felice                    | Carestiato Antonio       | Carosi Giuseppe               |
| Carpanetti Arnaldo       | Carpi Aldo                 | Carrà Carlo                           | Casarini Pino                               | Cascella Basilio                 | Cascella Michele         | Cascella Tommaso              |
| Casciaro Giuseppe        | Casciaro Guido             | Casorati Felice                       | Cassandro C. Augusto                        | Castagneto Vittorio              | Castagnino Rodolfo       | Castro Leo                    |
| Cataldi Amleto           | Cattaneo Achille           | Cavaciocchi Giunta E.                 | Cavalli Emanuele                            | Cavanna Giovanni                 | Cavazzoni Jenne          | Cavicchini Arturo             |
| Ceccarelli Silvio        | Cecchi Pieraccini Leonetta | Ceracchini Gisberto                   | Cerrina Giuseppe                            | Cesetti Giuseppe                 | Checchi Arturo           | Chiancone Alberto             |
| Chiappelli Francesco     | Chiardola Secondo          | Ciampolini Rossi Italo                | Ciardi Beppe                                | Ciardo Vincenzo                  | Cisari Giulio            | Cloza Nino                    |
| Cocchia Carlo            | Cocchi Mario               | Colacicchi Giovanni                   | Colao Domenico                              | Colliva Lea                      | Colognese Gianni         | Colombo Luigi Enrico [Fillia] |
| Colucci Vincenzo         | Consolo Paola              | Conti Aldo                            | Conti Primo Umberto                         | Conti Sandra                     | Corazza Corrado Nino     | Corelli Filiberto             |
| Coromaldi Umberto        | Corona Vittorio            | Corradi Mario                         | Costetti Massimo                            | Costetti Romeo                   | Cottone Salvatore        | Cremona Italo                 |
| Crisconio Luigi          | Cucchiari Domenico         | Cucchiari Resita                      |                                             |                                  |                          |                               |
| D                        |                            |                                       |                                             |                                  |                          |                               |
| D'Achiardi Pietro        | D'Aloisio Da Vasto Carlo   | D'Amore Salvatore                     | D'Antino Nicola                             |                                  |                          |                               |
| Da Osimo Bruno           | Dal Pozzo Francesco        | Dal Pra Amleto                        | Dani Franco                                 | De Angelis Luigi                 | De Bernardi Domenico     | De Corsi Nicolas              |
| De Divitiis Emilia       | De Finetti Gino            | De Francisci R. Lida                  | De Grada Raffaele                           | De Gregorio Francesco            | De Lisi Benedetto        | De Marchi Guido               |
| De Martino Giovanni      | De Pisis Filippo           | De Robertis Roberto                   | De Rocchi Francesco                         | De Ruschi Giacinto               | De Stefani Vincenzo      | De Veroli Carlo               |
| Del Corno Berto          | Delitala Mario             | Depero Fortunato                      | Dessy Stanislao                             | Di Cocco Francesco               | Di Maiuta Salvatore      | Diaz Pepe Luigi               |
| Donghi Antonio           | Dottori Gerardo            | Drei Ercole                           | Duse Mario                                  |                                  |                          |                               |
| E                        |                            |                                       |                                             |                                  |                          |                               |
| Emprin Giuliano          |                            |                                       |                                             |                                  |                          |                               |
| F                        |                            |                                       |                                             |                                  |                          |                               |
| Fabiano Bepi             | Fabricatore Nicola         | Fagherazzi Antonio                    | Falcone Francesco                           | Farina Guido                     | Fegarotti Eugenio        | Ferrario Bruno                |
| Ferrazzi Ferruccio       | Ferretti Paolo             | Ferroni Guido                         | Festa Piacentini Matilde                    | Figari Filippo                   | Filippini Ada            |                               |
| Filosa Gianbattista      | Fini Leonor                | Fioravanti Vincenzo                   | Fioresi Garzia                              | Fioroni Mario                    | Floris Carmelo           |                               |
| Focardi Ruggero          | Fossi Camillo              | Francalancia Riccardo                 | Franzoni Aldo                               | Frateili Enzo                    | Frattani Gino            | Frisia Donato                 |
| Funi Achille             |                            |                                       |                                             |                                  |                          |                               |
| G                        |                            |                                       |                                             |                                  |                          |                               |
| Galante Nicola           | Galizzi Nino               | Galletti Guido                        | Gallo Oscar                                 | Gallucci Sandro                  | Galvano Albino           | Gambetta Mario                |
| Gamero Mario             | Garbari Tullio             | Gatteschi Gatto                       | Gatto Saverio                               | Gaudenzi Enrico                  | Gazzera Romano           | Gemignani Valmore             |
| Genua Memmo              | Gerardi Alberto            | Ghiglia Paulo                         | Ghiozzi Renzo (Zoren)                       | Giarrizzo Manlio                 | Gigli Lorenzo            | Giocoli Michele               |
| Giorgi Antonio Ruggero   | Giovannini Agostino        | Girelli Franco                        | Gironi Nazzareno                            | Girosi Franco                    | Gobbis Vittorio          | Gonzato Guido                 |
| Graziani Alfio Paolo     | Graziosi Giuseppe          | Griselli Italo                        | Grosso Giacomo                              | Grosso Orlando                   | Guberti Baldo            | Guerrini Giovanni             |
| Guerrisi Michele         | Guidi Virgilio             | Guttuso Renato                        | Guzzi Virgilio                              |                                  |                          |                               |
| I - J - K - L            |                            |                                       |                                             |                                  |                          |                               |
| Innocenti Bruno          | Iodi Casimiro              | Janni Guglielmo                       | La Spina Michele                            | Lambertini Lodovico              | Lazzareschi Domenico     |                               |
| Lazzaro Dino             | Lega Achille               | Lepore Mario                          | Levi Montalcini Paola                       | Levi Carlo                       | Levrero Beppe            | Licini Osvaldo                |
| Lombardi Vito            | Lomini Mario               | Longanesi Leo                         | Lorenzetti Lorenzo                          |                                  |                          |                               |
| M                        |                            |                                       |                                             |                                  |                          |                               |
| Maccari Mino             | Mafai Mario                | Magelli Vittorio                      | Magnavacca Ubaldo                           | Magnelli Alberto                 | Maioli Giovanni          |                               |
| Majocchi Antonio         | Malagodi Giuseppe          | Malerba Arturo                        | Malesci Giovanni                            | Malmerendi Giannetto [Giannetto] | Manca Pietro Antonio     | Mancini Antonio               |
| Mannucci Cipriano        | Manzone Giuseppe           | Marasco Antonio                       | Marcelli Bertoletti Pasquarosa [Pasquarosa] | Marchesini Nella                 | Marchig Giannino         | Marchini Vitaliano            |
| Marini Marino            | Martinelli Onofrio         | Martini Arturo                        | Martinuzzi Napoleone                        | Marzocchi Gino                   | Mascarini Giuseppe       | Mascherini Marcello           |
| Mauroner Fabio           | Mazzini Beduschi           | Mazzoni Zarini Emilio                 | Meconio Vincenzo                            | Melis Federico                   | Melis Melchiorre         | Melius                        |
| Mennyey Costanza         | Menzio Francesco           | Michaelles Ernesto [Thayaht]          | Micheletti Guido                            | Monaco Pasquale                  | Montanari Dante          | Montanari Giuseppe            |
| Montani Carlo            | Monteleone Alessandro      | Montezemolo Guido                     | Monti Cesare                                | Monti Rolando                    | Morandi Giorgio          | Morando Pietro                |
| Morato Antonio           | Morbiducci Publio          | Morelli Vittoria                      | Morescalchi Bernardo                        | Moro Gino                        | Moroni Federico          | Moroni Giuseppe               |
| Morozzi Dante            | Mozzanica Giuseppe         | Munari Bruno                          | Munoz Antonio                               | Nathan Arturo                    |                          |                               |
| N                        |                            |                                       |                                             |                                  |                          |                               |
| Neri Dario               | Nizzoli Marcello           | Nomellini Plinio                      | Notte Emilio                                | Novati Marco                     | Novello Giuseppe         |                               |
| O                        |                            |                                       |                                             |                                  |                          |                               |
| Oltremonti Ernesta       | Oriani Pippo               | Orsolini Gaetano                      | Ortolani Enrico                             |                                  |                          |                               |
| P                        |                            |                                       |                                             |                                  |                          |                               |
| Pagliacci Aldo           | Paietta Guido Paolo        | Palazzi Bernardino                    | Pancheri Gino                               | Pannunzio Mario                  | Papi Federigo            |                               |
| Parachinetto Franco      | Paresce Renato             | Patocchi Aldo                         | Patrizi Costantino                          | Paulucci Enrico                  | Pazzini Norberto         | Peirce Guglielmo              |
| Pellis Joannes           | Peluzzi Eso                | Penagini Siro                         | Perina Giulio                               | Perindani Carlo                  | Petrucci Carlo Alberto   | Peyron Guido                  |
| Piatti Antonio           | Piccirilli Furio           | Pinna Ottavio                         | Pinto Donatella                             | Pizzirani Guglielmo              | Poggeschi Giovanni       | Polloni Silvio                |
| Polverini Luigi          | Pomi Alessandro            | Ponti Pino                            | Pozzi Ennio                                 | Pozzi Gino                       | Prada Carlo              | Prampolini Enrico             |
| Pratella Fausto          | Pratelli Esodo             | Prini Giovanni                        | Prosperi Francesco                          | Pucci Ernesto                    | Pucci Silvio             |                               |
| Q - R                    |                            |                                       |                                             |                                  |                          |                               |
| Quajotto Eva             | Rambaldi Emanuele          | Rambelli Domenico                     | Riccardi Eleuterio                          | Ricci Paolo                      | Rietti Arturo            | Righetti Angelo               |
| Rizzo Pippo              | Rocchi Vici Ada            | Rodella Gustavo                       | Romanelli Romano                            | Romaro Vittorio                  | Rossini Angelo           | Rossi Rosso G.                |
| Rosso Giulio             | Rosso Medardo              | Rosso Mino                            | Rota Edgardo                                | Ruggeri Quirino                  |                          |                               |
| S                        |                            |                                       |                                             |                                  |                          |                               |
| Sacchi Bartolomeo        | Saetti Bruno               | Salietti Alberto                      | Saltarin Rinaldo                            | Salvadori Aldo                   | Sambo Edgardo            | Sanminiatelli Bino            |
| Sannino Ettore           | Sansoni Guglielmo [Tato]   | Sant'Elia Antonio                     | Santagata Antonio Giuseppe                  | Santi Bruno                      | Sartorio Giulio Aristide | Sbisà Carlo                   |
| Scattola Ferruccio       | Schingo Luigi              | Seibezzi Fioravante                   | Selva Attilio                               | Semeghini Pio                    | Servettaz Nanni          | Servolini Luigi               |
| Settala Giorgio          | Severini Gino              | Sevèr Werther                         | Simonetti Virgilio                          | Sinopico Primo                   | Sironi Mario             | Sobrero Emilio                |
| Socrate Carlo            | Soffici Ardengo            | Soldi Raoul                           | Soli Ivo                                    | Sorgato Oscar                    | Sosso Renzo              | Spadini Armando               |
| Speranza Francesco       | Springolo Nino             | Stefani Pier Angelo                   | Striccoli Carlo                             | Stultus Dyalma                   | Surdi Luigi              |                               |
| T                        |                            |                                       |                                             |                                  |                          |                               |
| Ternavasio Angelo        | Testi Carlo                | Tintori Leonetto                      | Tofanari Sirio                              | Tomba Cleto                      | Tommasi Ludovico         | Tonti Luigi                   |
| Toppi Carlo              | Torresini Attilio          | Toschi Orazio                         | Tosi Arturo                                 | Tozzi Mario                      | Trentini Guido           | Trombadori Francesco          |
| U - V - Z                |                            |                                       |                                             |                                  |                          |                               |
| Ugonia Giuseppe          | Ulvi Liegi                 | Urbani Ildebrando                     | Usellini Gianfilippo                        | Vacca Francesco                  | Vagnetti Gianni          | Valenti Egidio                |
| Valinotti Domenico       | Varagnolo Mario            | Varese Carlo                          | Vellan Felice                               | Vellani Marchi Mario             | Ventura Gina             | Vetri Paolo                   |
| Viani Lorenzo            | Viettone Corrado           | Viggiani Giuseppe                     | Villa Rino                                  | Vinzio Giulio Cesare             | Vitali Alberto           | Viti Eugenio                  |
| Vittorini Umberto        | Vittorio Mario             | Vitturi Albano                        | Wildt Adolfo                                | Zamboni Angelo                   | Zanelli Angelo           | Zanetti Giuseppe              |
| Zanetti Zilla Vettore    | Zanini Gigiotti            | Zannacchini Giovanni                  | Ziveri Alberto                              | Zocchi Carlo                     |                          |                               |